# Nichts als Ärger mit der Liebe
Nichts als Ärger mit der Liebe ist ein österreichischer Spielfilm in Schwarzweiß von Thomas Engel aus dem Jahr 1956 mit Sonja Ziemann, Winnie Markus und Viktor de Kowa in den Hauptrollen. Das Drehbuch verfassten Paul Helwig und Heinz Oskar Wuttig. Es basiert auf dem Lustspiel Das Konzert des österreichischen Dramatikers Hermann Bahr. In seinem Heimatland kam der Streifen das erste Mal am 23. November 1956 in die Kinos, in der Bundesrepublik Deutschland fünf Tage danach. Die DDR-Erstaufführung erfolgte am 25. August 1957 in der Berliner Freilichtbühne Wuhlheide.

## Handlung
Der Musikprofessor und Pianist Heink ist zwar glücklich verheiratet, aber trotzdem ein alter Schwerenöter. Weil er von seinen Studentinnen  angehimmelt wird, kann er es einfach nicht lassen, ab und zu mit einer Verehrerin zu einem „Konzert“ in seine Gebirgshütte zu fahren. Seine neueste Schülerin ist die hübsche Delfine Jura. Weil diese ihren Meister zutiefst bewundert, fällt es diesem nicht schwer, die junge Dame zu einem „Gastspiel“ zu überreden. Dummerweise ist der Plan von einer anderen Schülerin bemerkt worden, nämlich der kessen Eva Gerndl, die gleichsam für ihren Professor schwärmt. Aus Eifersucht lässt Eva Delfines Mann eine anonyme Nachricht zukommen, dass seine Frau ihn betrüge. Dr. Jura hat sofort den Musikprofessor in Verdacht und vermutet dessen Gattin als Absender. Als er Marie Heink aufsucht, trifft er auf eine warmherzige und verständnisvolle Frau, welche die Eskapaden ihres Mannes lediglich als „Berufskrankheit“ abtut. Dennoch beraten sich die zwei darüber, wie sie ihren Ehehälften einen Denkzettel verpassen können. 
Dr. Jura und Marie Heink fahren in die Hütte hinauf. Ihr Auftauchen in dem Liebesnest bringt den Professor völlig aus dem Gleichgewicht. Als ihn dann auch noch der Dr. Jura um die Hand seiner Frau bittet, schwinden dem Musiker die Sinne. Plötzlich erwacht in Delfine die Eifersucht. Sie bezichtigt ihren Mann der Untreue. Nach und nach wird allen vieren bewusst, dass sie in ihrer jeweiligen Ehe am besten aufgehoben sind. Auf dem Höhepunkt der Versöhnung hat die reumütige Eva Gerndl den Weg in die Berghütte gefunden. Schon scheinen des Professors gelobten guten Vorsätze wieder zu schwinden, da merkt seine Frau Marie, dass sie künftig die Zügel straffer spannen muss.

## Kritik
Das Lexikon des internationalen Films bezeichnete den Streifen als ein „seichtes Ehelustspiel“.
M. P. von der Berliner Zeitung meint, dass der Film keinen Besuchermangel haben wird. Die bekannten Schauspieler in diesem recht reizvollen Lustspiel, werden ihr Publikum wie eh und jeh anziehen.